# Гней Ауфидий (трибун)
Гней Ауфидий (на латински: Gnaeus Aufidius) е политик на Римската република през 2 век пр.н.е. по време на Третата македонска война.
Произлиза от плебейската фамилия Ауфидии.
През 170 пр.н.е. той е народен трибун заедно с Марк Ювенций Тална. Тази годуна консули са Авъл Хостилий Манцин и Авъл Атилий Серан.
Съди Гай Лукреций Гал (претор 171 пр.н.е.) да плати парична сума заради грешки през войната с цар Персей към халкидианите.